# ピン抜きパズル
ピン抜きパズル、ピン抜きゲームは、パズルゲームのジャンルの一種。
ピンを正しい順番で引き抜いて、危機に陥ったキャラクターを助けるのが目的。

## インターネット広告との関係

### 歴史
ピン抜きパズルが初めて広告に登場したのは、2019年5月ごろにゲーム『Hero Wars』が出した広告だとされている。これは、本来のゲーム性とは異なる「偽広告」であったものの、この広告により多くのプレイヤーがゲームをダウンロードしたことで、2019年9月ごろには、ボーナスレベルの形で、ゲーム内に実装されている。
2020年初旬には、ピン抜きパズルを利用した偽広告が多く導入された。Google Trendsによると、1月から「Pull the Pin」というワードの検索数が大幅に増加し、3月には最高潮を迎えた。「game」などが関連ワードとして検索されており、新しいゲームシステムの開発が望まれていることが明らかになった。
2020年1月16日には『Pull the Pin』がリリースされ、ピン抜きパズルの構造を利用したゲームとしては初とされる。この作品は『Hero Wars』との文脈上の関係性は無い。その翌月には『Rescue Knight』が、さらに3週間後には『Hero Rescue』がリリースされている。これらは『Hero Wars』の広告とよく似たビジュアルが採用されており、ピン抜き以外にも「ロープを切れ」など『Hero Wars』の広告で使用されたゲームが搭載されている。
2020年10月には、イギリスの広告基準協議会が、Playrixが提供する『ホームスケイプ』『ガーデンスケイプ』の広告に対し表示を禁止する判断を下したとBBCは報じた。

### 受容
Zdenko Magoは2020年に、ピン抜きパズルの偽広告を出した5つのゲームについてGoogle Playのレビューを調査した。否定的なレビューの26%に「advertisement」（広告）、20%には「fake」（偽）などの単語が含まれていた。また、レビュー全体の高評価率は77%であるのに対し、「advertisement」を含むレビューの高評価率は14%、「fake」などを含む場合は10%に留まり、これらの広告はほとんどがマイナスの影響を与えている。
イギリス広告基準協議会は、上述のPlayrixの2ゲームの広告を禁止した理由を、広告がゲームを代表するものではないことから誤解を招くからだと発表している。

## 主な作品
2020年3月には『Hero Rescue』が配信された。また、2023年7月発売の『どこかで見た“あのゲー”ムたちを棒人間で作ってみたけれど、果たしてあなたはクリアできるのか?』の収録ゲームの1つとなっている。